# Montpezat-de-Quercy
Montpezat-de-Quercy är en kommun i departementet Tarn-et-Garonne i regionen Occitanien i södra Frankrike. Kommunen ligger i kantonen Montpezat-de-Quercy som tillhör arrondissementet Montauban. År 2022 hade Montpezat-de-Quercy 1 600 invånare.

## Befolkningsutveckling
Antalet invånare i kommunen Montpezat-de-Quercy
| Referens: INSEE |